# Charmodia vectis
Charmodia vectis (лат.) — вид чешуекрылых из подсемейства совок-пядениц, описанный немецким энтомологом Хенрихом Мёшлером в 1883 году. Единственный представитель рода Charmodia.

## Описание
Размах крыльев от 7 до12 мм. Щупики очень длинные достигают конца брюшка. Глаза очень крупные, не покрыты волосками

## Распространение
Вид был отмечен в Суринаме, Панаме и Коста-Рике.